# أليسون ويلر
أليسون ويلر (بالإنجليزية: Alison Wheeler)‏ هي مغنية بريطانية، ولدت في 4 مارس 1972.

## وصلات خارجية
- أليسون ويلر على موقع ميوزك برينز (الإنجليزية)
- أليسون ويلر على موقع ديسكوغز (الإنجليزية)